# Lavoslav Ružička
Lavoslav Stjepan Ružička (Vukovar, 13 settembre 1887 – Mammern, 26 settembre 1976) è stato un chimico croato naturalizzato svizzero.

## Biografia

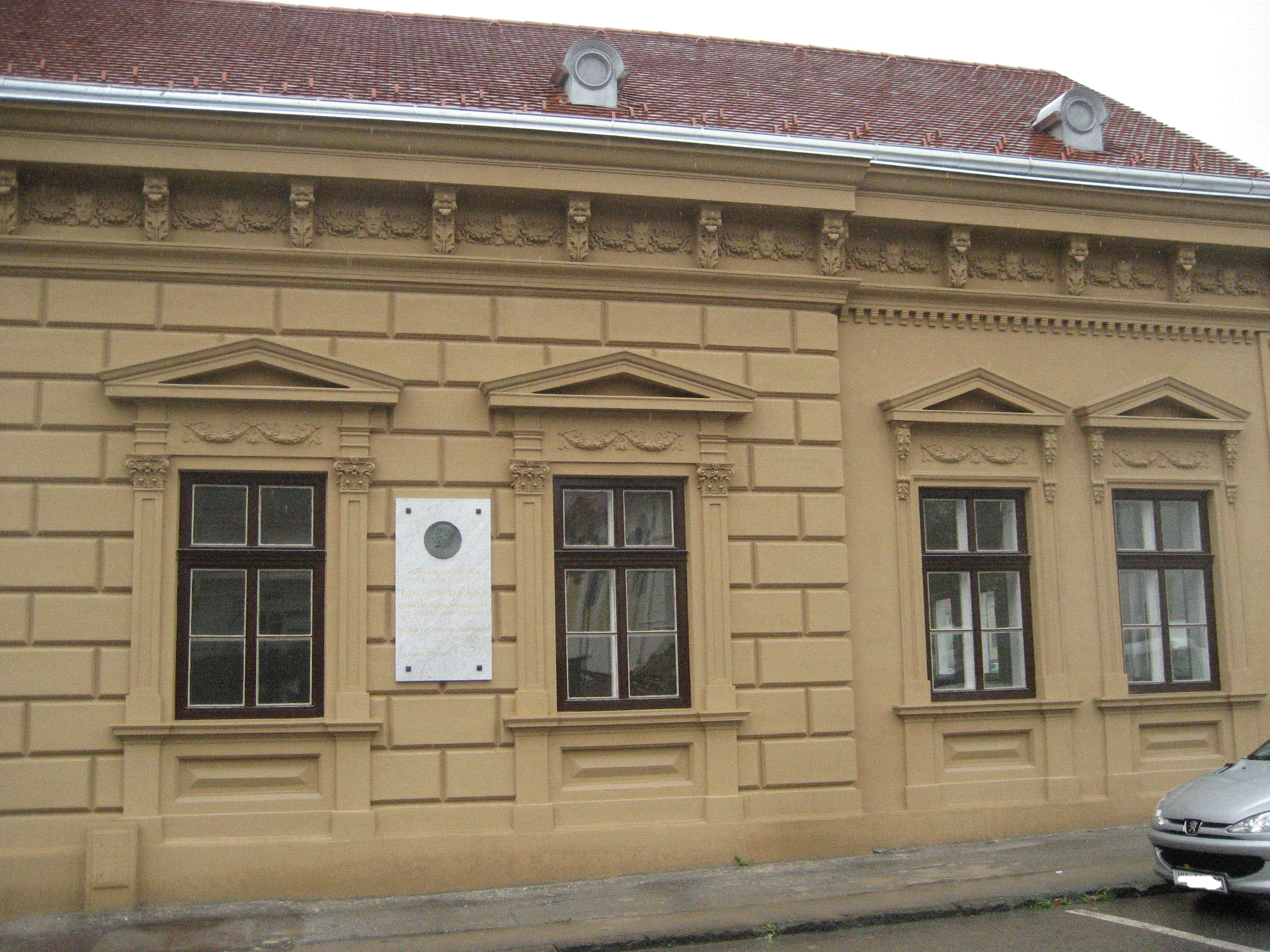
La casa natale di Ružička

Nacque a Vukovar, Croazia,  (allora facente parte dell'Austria-Ungheria) da Stjepan Růžička e Ljubica Sever in una famiglia di artigiani e fattori. Dopo la morte del padre avvenuta nel 1891 si trasferì nel paese natale della madre, Osijek, dove compì gli studi fino al liceo in scuole di lingua croata dimostrandosi un brillante studente; in quegli anni era particolarmente interessato alla matematica e alla fisica.
L'iniziale intento di studiare al Politecnico di Zurigo fu scoraggiato dalla complessità degli esami di ammissione, decise così di iscriversi al meno selettivo Karlsruher Institut für Technologie dove iniziò il corso di studio nel 1906. Dopo la laurea conseguì il  dottorato come allievo di Hermann Staudinger svolgendo una tesi sui chetoni.
Nel 1912 seguì Staudinger quando fu chiamato a Zurigo per succedere a Richard Willstätter.
In Svizzera trovò un ambiente ideale per la sua vita e il suo lavoro e difatti acquisì la cittadinanza svizzera nel 1917. Iniziò in quegli anni una intensa attività di ricerca sia accademica che industriale; difatti per ricevere l'abilitazione alla libera docenza (Privatdozent) occorreva un tirocinio in una azienda. Iniziò a collaborare con la fabbrica di profumi Haarman & Reimer a Holzminden; lì inizia ad interessarsi di terpeni, un argomento che studierà anche in seguito. Nel 1926 ottiene una cattedra di chimica organica all'Università di Utrecht ma tre anni dopo ritorna all'ETH su invito dello stesso.

## Attività scientifica
Nelle sue ricerche nel campo della chimica organica, ha compiuto importanti scoperte sui composti terpenici e sulla composizione di oli essenziali. Nel campo della chimica degli ormoni riuscì a preparare per sintesi in forma cristallina, il deidroandrosterone in collaborazione con Adolf Friedrich Johann Butenandt; e, partendo dal colesterolo, sintetizzò il testosterone in collaborazione con Albert Wettstein, difatti nel 1935 pubblicò l'articolo Sulla preparazione artificiale dell'ormone testicolare testosterone (androstene-3-one--17-olio), che preannunciava la domanda per un brevetto a nome di una famosa industria.
Nel 1939 Ruzicka ha condiviso con Adolf Friedrich Johann Butenandt il Premio Nobel per la chimica.